# Elecciones presidenciales de Ecuador de 1884
Elección indirecta del Presidente Constitucional y Vicepresidente Constitucional del Ecuador en la 10º Asamblea Constituyente de 1883 - 1884 para un período de 4 años, promulgándose la Constitución Progresista.

## Antecedentes
Al inicio de la 10.ª Asamblea Constituyente, se eligió a José María Plácido Caamaño como Presidente Constitucional Interino y a Rafael Pérez Pareja como Vicepresidente Constitucional Interino.
La asamblea constituyente derogó la constitución de 1878 y elaboró la nueva constitución de 1884, eligió al Presidente y Vicepresidente Constitucional de la República, Consejeros de Estado, Ministros de la Corte Suprema, del Tribunal de Cuentas y de las Cortes Superiores.

## Candidatos y Resultados
Para la elección presidencial definitiva, tanto Caamaño como Pérez Pareja se presentaron para ser electos en sus cargos para un período constitucional, el presidente interino fue elegido, mientras que Pérez Pareja fue ampliamente vencido por el general Agustín Guerrero Lizarzaburu.

### Presidente
| Partido             | Partido                         | Presidente                                 | Cargos Previos                             | Votos |
| ------------------- | ------------------------------- | ------------------------------------------ | ------------------------------------------ | ----- |
|                     | Partido Conservador Ecuatoriano | José María Plácido Caamaño y Gómez Cornejo | Presidente Interino de la República (1883) | 43    |
| Luis Cordero Crespo | Partido Conservador Ecuatoriano | Miembro del Gobierno Provisional (1883)    | 2                                          |       |
| Liberal             | Liberal                         | Eloy Alfaro Delgado                        | General de Brigada del Ejército            | 13    |
| Votos en Blanco     | Votos en Blanco                 | Votos en Blanco                            | Votos en Blanco                            | 1     |

Fuente:

### Vicepresidente
| Partido                      | Partido                         | Vicepresidente                                      | Cargos Previos                                 | Votos |
| ---------------------------- | ------------------------------- | --------------------------------------------------- | ---------------------------------------------- | ----- |
|                              | Partido Conservador Ecuatoriano | Agustín Guerrero Lizarzaburu                        | Miembro del Gobierno Provisional (1883)        | 37    |
| Rafael Pérez Pareja          | Partido Conservador Ecuatoriano | Vicepresidente Interino de la República (1883)      | 3                                              |       |
| Pedro José Cevallos Salvador | Partido Conservador Ecuatoriano | Diputado por Pichincha (1883)                       | 2                                              |       |
| Ramón Borrero Cortázar       | Partido Conservador Ecuatoriano | Vicepresidente de la 10° Convención Nacional (1883) | 2                                              |       |
| Elías Laso Acosta            | Partido Conservador Ecuatoriano | Vicepresidente de la 8° Convención Nacional (1869)  | 1                                              |       |
| Liberal                      | Liberal                         | Rafael Portilla Lanchazo                            | Senador por Guayas (1865 - 1867)               | 10    |
| Liberal                      | Liberal                         | José Gómez Carbo                                    | Secretario de la 8° Convención Nacional (1878) | 1     |
| Votos en Blanco              | Votos en Blanco                 | Votos en Blanco                                     | Votos en Blanco                                | 6     |

Fuente: